# Edelsfeld
Edelsfeld è un comune tedesco situato nel circondario di Amberg-Sulzbach, nel land della Baviera.